# Evisa pinkeri
Evisa pinkeri là một loài bướm đêm trong họ Noctuidae.